# ئی‌جی
کیم اون جه (کره‌ای: 김은재؛ زادهٔ ۶ دسامبر ۱۹۹۱) که با نام هنری ئی‌جِی (انگلیسی: Ejae) شناخته می‌شود، خواننده، ترانه‌پرداز و تهیه‌کننده موسیقی کره‌ای و آمریکایی است. او بیشتر به خاطر همکاری با رد ولوت، اسپا، لسرافیم، ان‌میکس، توایس، کارد و دیگر هنرمندان کره جنوبی شناخته می‌شود. همچنین، ئی‌جِی صداپیشهٔ آواز شخصیت رومی در فیلم پویانمایی شکارچیان شیاطین کی‌پاپ (۲۰۲۵) است.

## حرفه
کیم اون جه فعالیت هنری خود را به عنوان کارآموز در شرکت اس‌ام انترتینمنت آغاز کرد. پس از مدتی، او به ایالات متحده مهاجرت کرد و به ترانه‌نویسی روی آورد. نقطهٔ عطف فعالیت او زمانی بود که در نگارش تاپ‌لاین قطعهٔ موفق «روانی» از گروه رد ولوت مشارکت داشت. این ترانه در ایالات متحده موفق به دریافت گواهی طلا و زمینه‌ساز همکاری‌های بیشتر او با اس‌ام انترتینمنت شد. در سال ۲۰۱۹، صدای او در موسیقی متن مجموعه تلویزیونی کره‌ای زن ۹٫۹ میلیاردی شنیده شد.
در دوران دنیاگیری کووید-۱۹، او به عنوان یکی از تهیه‌کنندگان قطعهٔ «دراما» از گروه اسپا فعالیت کرد. همچنین، در تهیهٔ پکیج صوتی نمونه‌صدا (سمپل پک) Girl Crush K-pop Vocals برای تولید آهنگ‌های کی پاپ مشارکت داشت. در سال ۲۰۲۲، ئی‌جِی بار دیگر با رد ولوت همکاری کرد و در تولید تک‌آهنگ «تولد» نقش داشت.
در سال ۲۰۲۵، او قراردادی را با شرکت نشر موسیقی مستقل Prescription Songs امضا کرد. در آوریل همان سال، اعلام شد که او در موسیقی متن فیلم پویانمایی شکارچیان شیاطین کی‌پاپ محصول نتفلیکس حضور دارد و چند قطعه از آهنگ‌های این فیلم را نیز نوشته است. موسیقی متن این اثر با تحسین منتقدان همراه بود.

## زندگی شخصی
پدربزرگ کیم، شین یونگ کیون، از بازیگران کهنه‌کار و حامیان هنر در کره جنوبی است. او در دانشگاه نیویورک تحصیل کرده و هم‌اکنون بروکلین است.